# Гунші

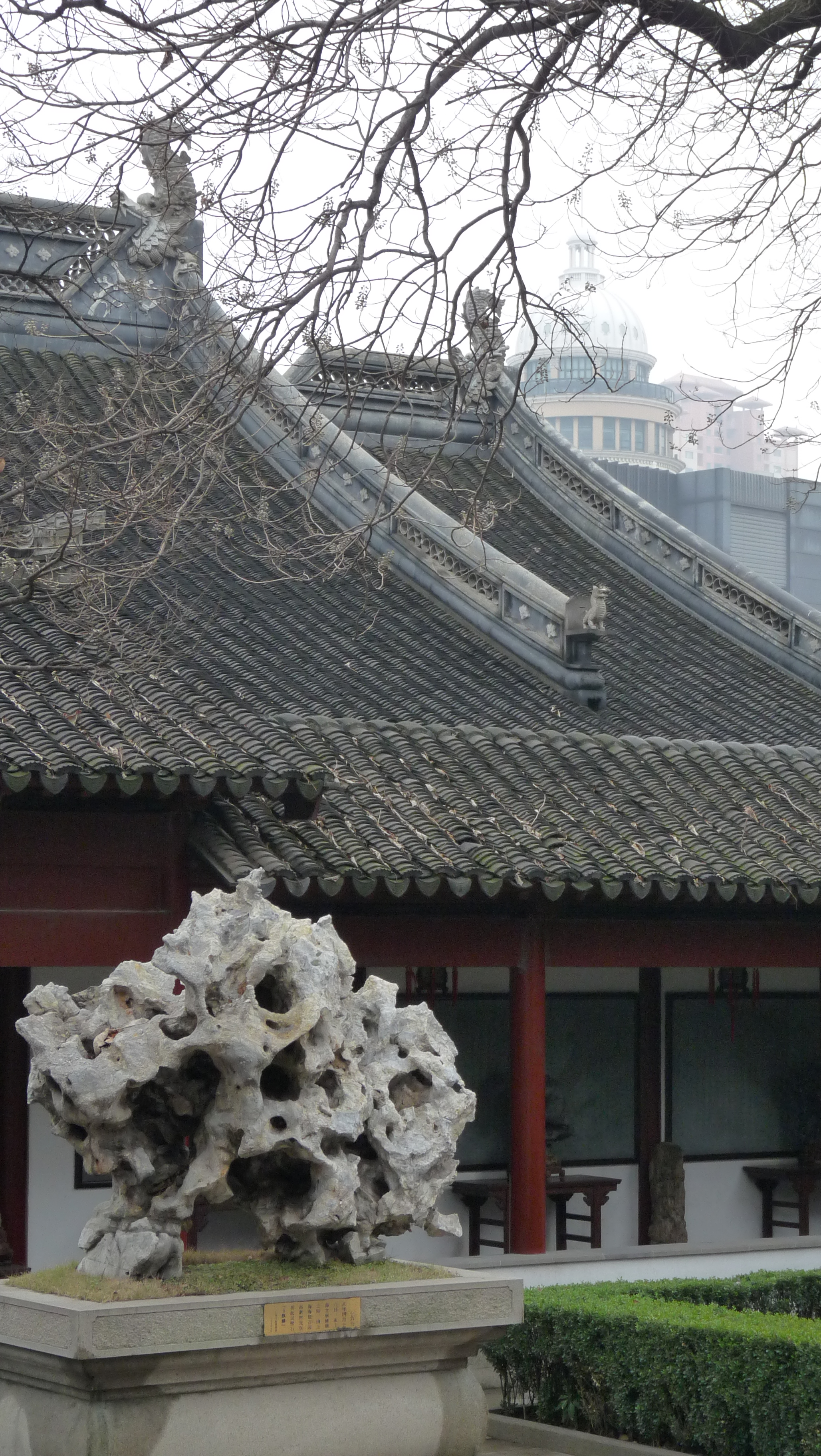
Гунші у Храм Конфуція (Шанхай) (Шанхай)

Камінь вченого, камінь для споглядання або гун-ші (кит.: 供石 піньїнь, gōngshí) — камені незвичайної форми, які високо цінуються у Китаї з часів династії Сун. Подібні камені часто використовують як прикрасу в садах і помешканнях. На основі гунші аналогічні традиції з'явилися у Кореї (suseok) та Японії (suseki).
Гунші — це брили вапняку, в яких через тривале перебування у воді утворилися карстові пустоти. Перевага віддається каменям, які набули такої форми природним образом. Розмір каменів може бути різноманітним: вони можуть важити як кілька тонн, так і кілька кілограмів. Зазвичай їх розміщують на якійсь стійкій поверхні, наприклад, на спеціально виготовлених дерев'яних постаментах (часто палісандрових).
Естетична цінність гунші полягає в багатьох параметрах. Зокрема, цінується асиметрія каменя, дзвін при ударі, зморшкуватість текстури, глянцевість поверхні, схожість його форми з тим чи іншим гірським ландшафтом або істотою тощо.
У Китаї найпоширеніші камені трьох сортів, які видобувають у таких локаціях:
- Лінгбіші — повіт Лінбі[en], провінція Аньхой
- Тайхуші — озеро Тайху, провінція Цзянсу
- Їндеші — Їнде, провінція Гуандун

Камені гунші є традиційним сюжетом китайського живопису.

## Галерея

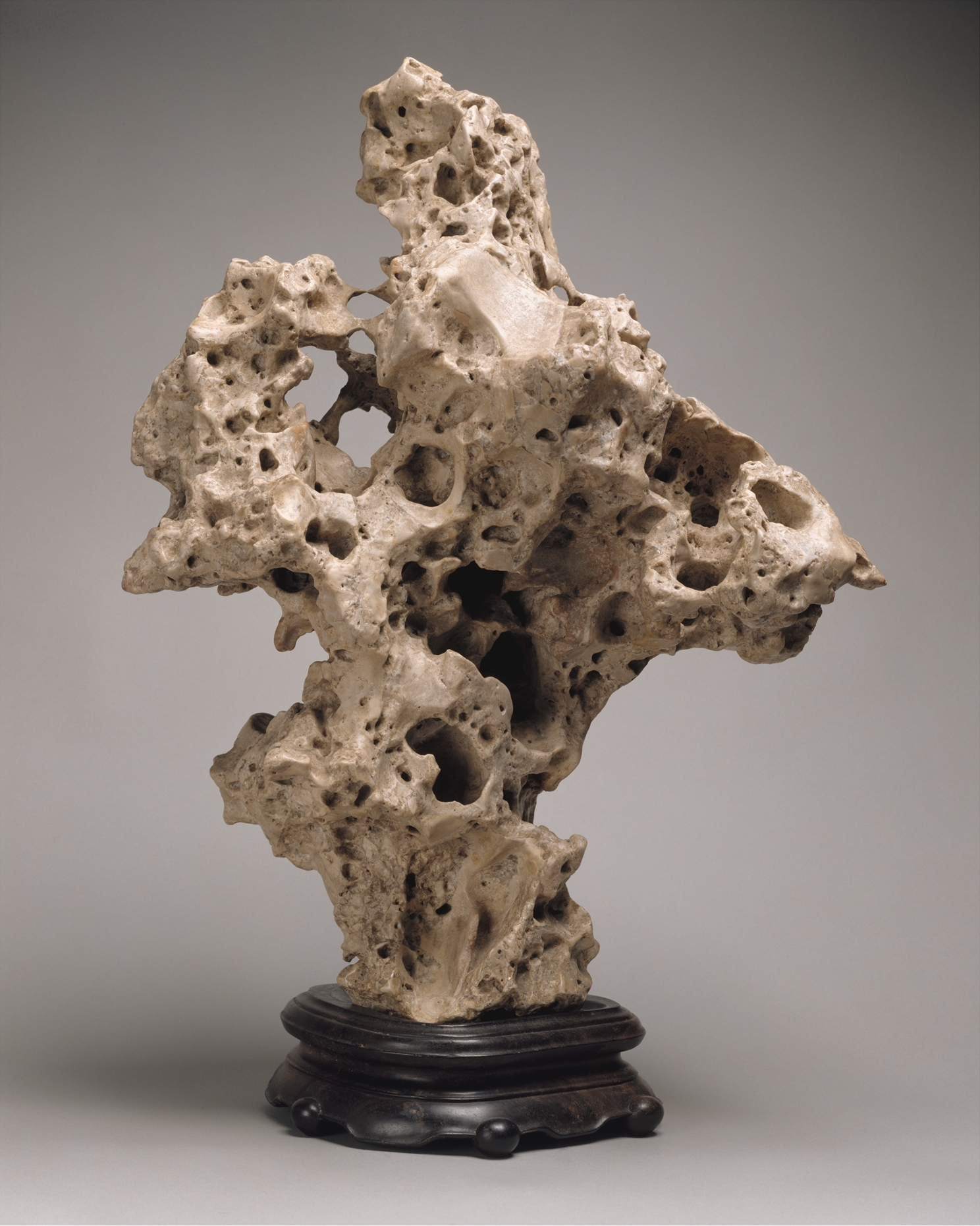
Вапняк Тайху
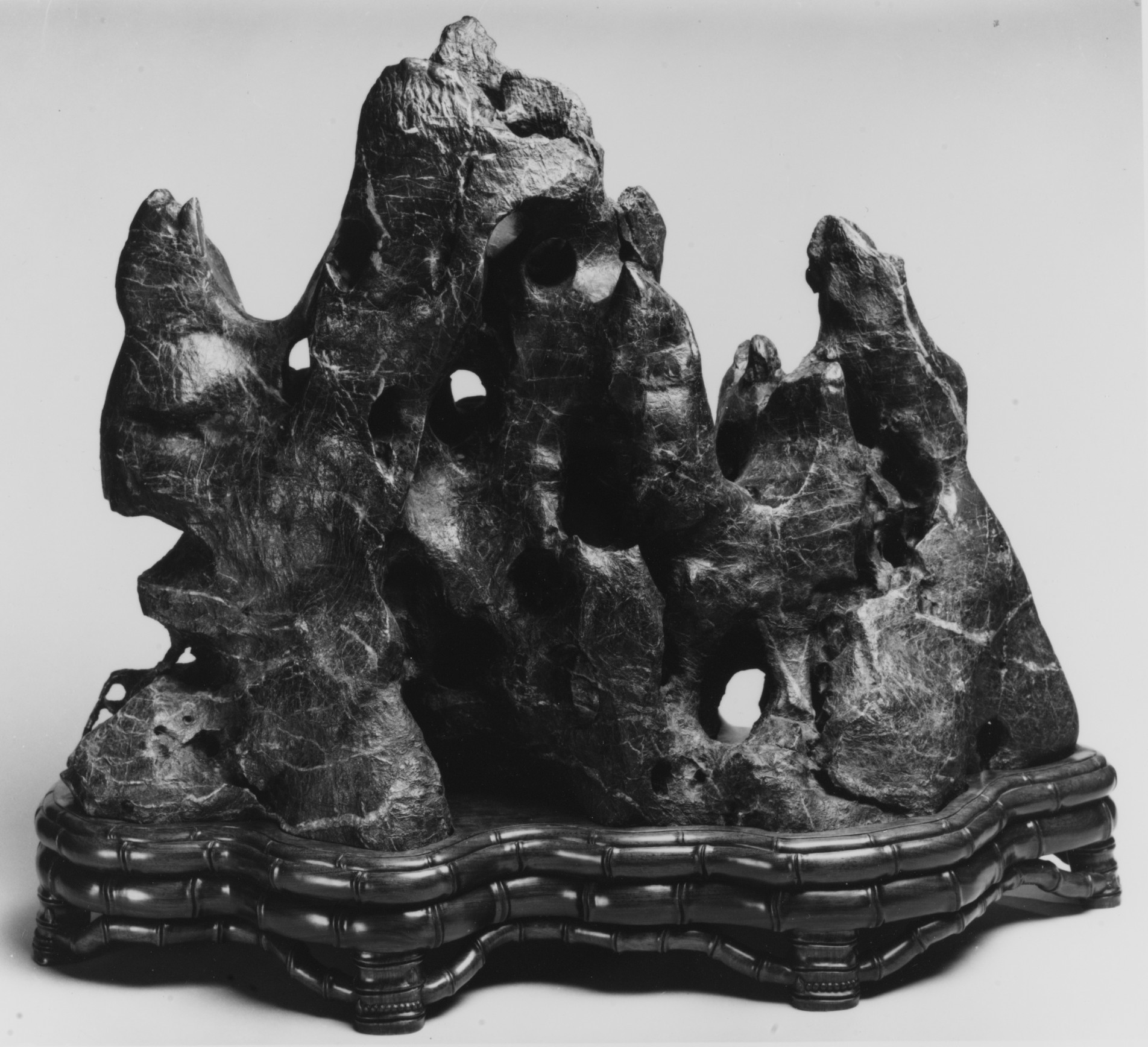
Чорний вапняк Лінбі
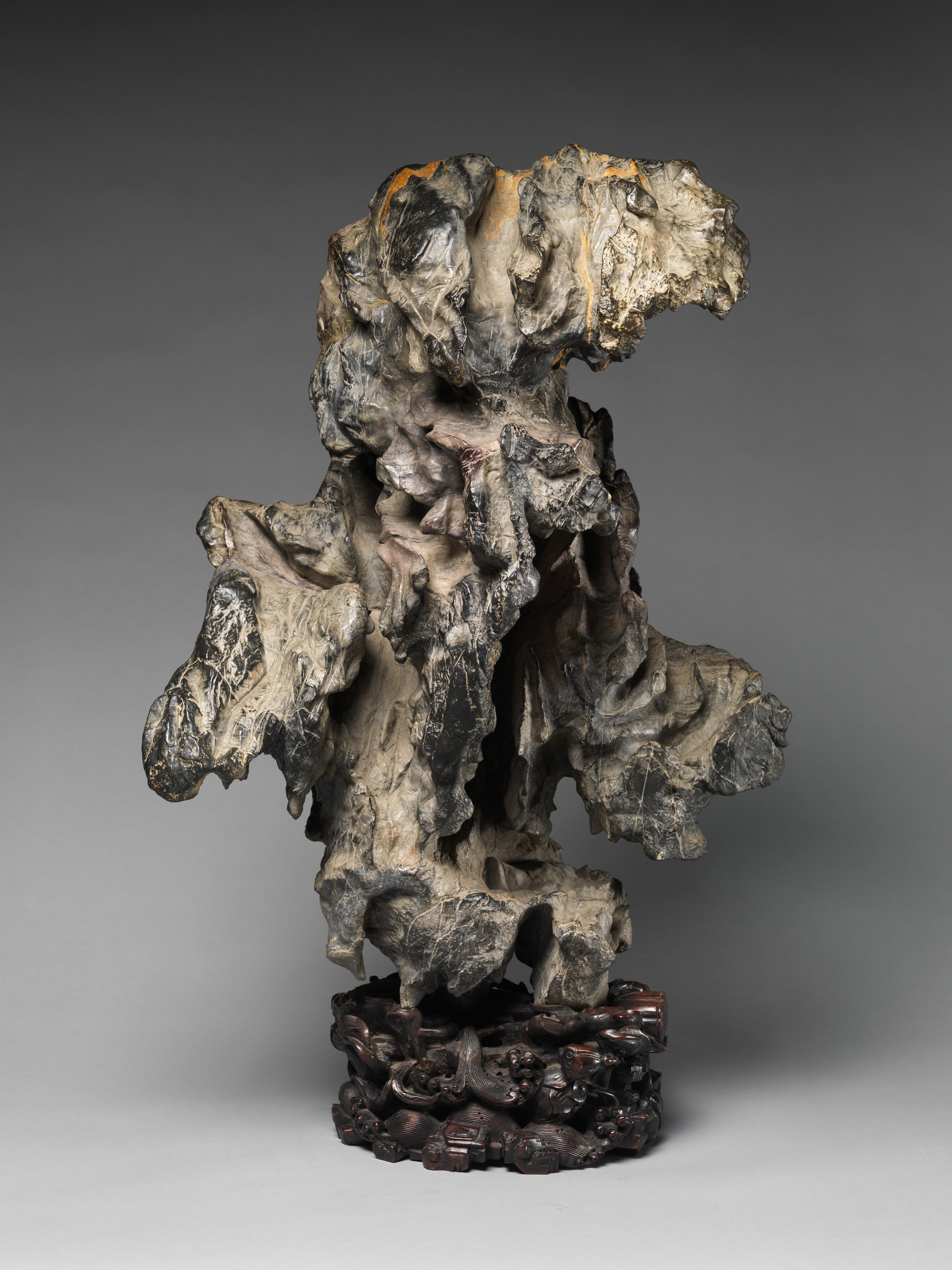
Сірий вапняк Лінбі
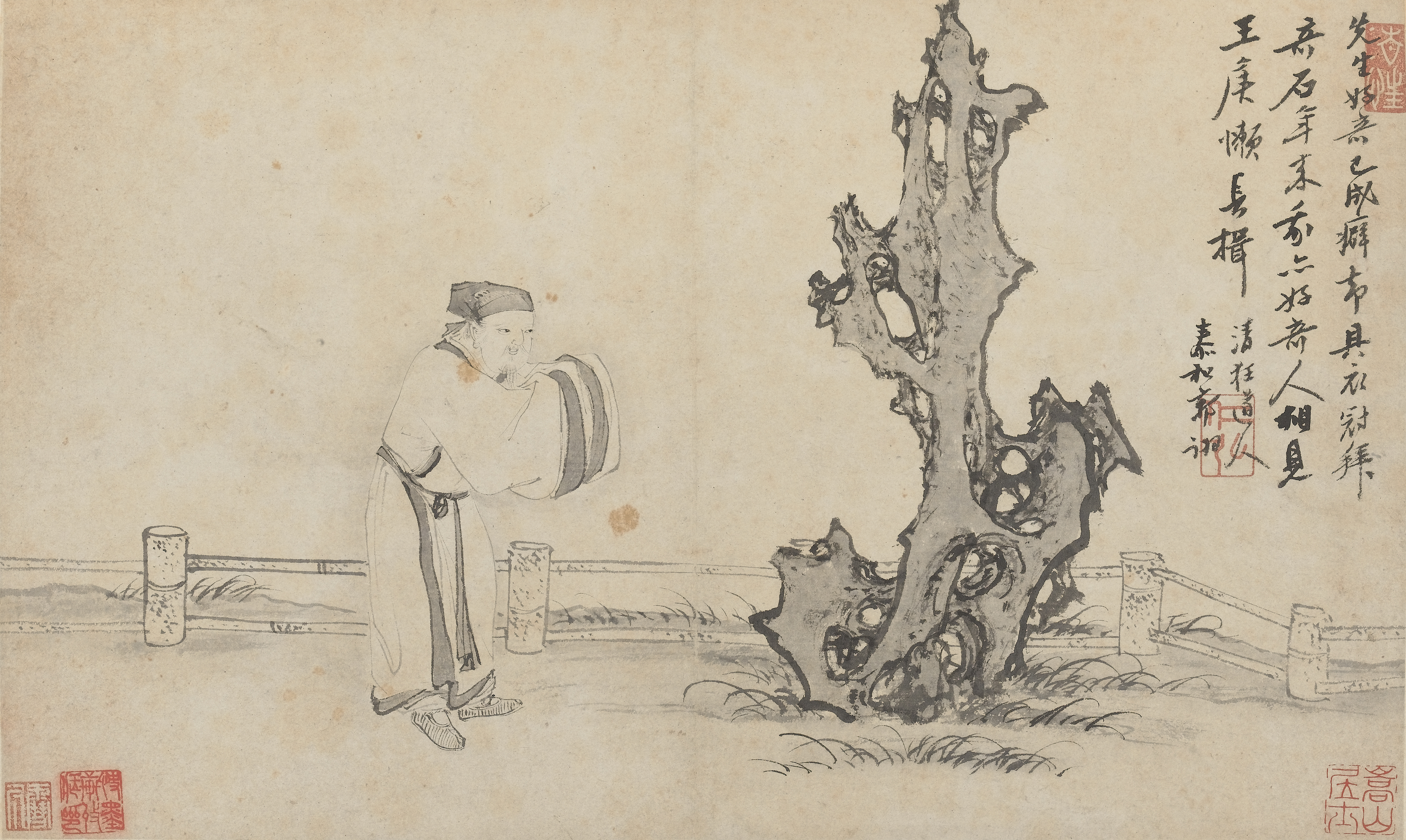
Мі Фу вклоняється гунші, картина 1503 року.

 Вікісховище має мультимедійні дані за темою: Гунші